# Giuseppe Crespi

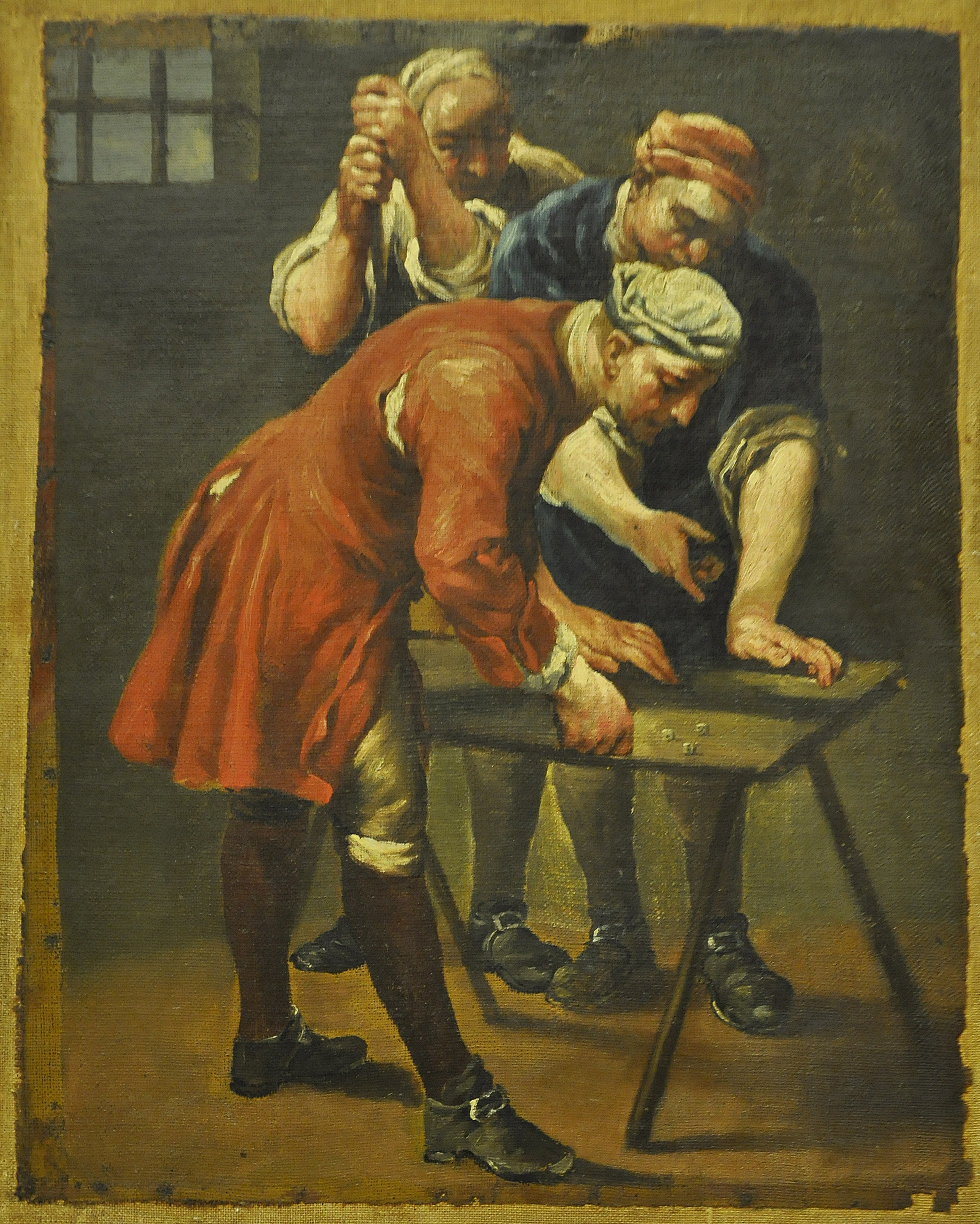
Dobbelsteenspelers in het Museo Davia Bargellini te Bologna

Giuseppe Maria Crespi (Bologna, 14 maart 1665 – aldaar, 16 juli 1747), ook de Spanjaard genoemd, was een Italiaans kunstschilder. Hij werd de Spanjaard genoemd omdat hij zich kleedde volgens de Spaanse mode van die tijd. Hij behoorde tot de Bolognese School en zijn schilderstijl vertoont kenmerken van de barok en eclecticisme. Hij wordt ook gezien als een rococokunstenaar. Hij ging in de leer bij Carlo Cignani en Domenico Maria Canuti.

## Levensloop
Crespi was de zoon van Girolamo Crespi en Isabella Cospi. Paus Benedictus XIV benoemde hem tot zijn persoonlijke kunstschilder. Crespi kreeg ook opdrachten van Ferdinando de' Medici. De onderwerpen van zijn doeken waren vaak een mengeling van ernstige en komische thema's. Hij schilderde een aantal stillevens maar is vooral bekend om zijn genrestuken. In 1709 werd hij een van de oprichters van de Accademia Clementina in Bologna. 
Zijn tweede zoon Luigi (Bologna, 1708-1799) was ook een kunstschilder. Giovanni Battista Piazzetta en Pietro Longhi waren zijn leerlingen. In 1747 werd hij blind en moest noodgedwongen het schilderen staken.
- Auckland Art Gallery Toi o Tāmaki: 153
- Bibsys: 4091425
- Biblioteca Nacional de España: XX4923402
- Bibliothèque nationale de France: cb14022216j (data)
- CiNii: DA03862350
- Gemeinsame Normdatei: 118522728
- International Standard Name Identifier: 0000 0001 2119 6098
- KulturNav: 1ea589ee-85b9-45f1-92fb-5b046f670e94
- Library of Congress Control Number: n83235520
- Nationale Bibliotheek van Tsjechië: ola2002153918
- Nationale bibliotheek van Australië: 35961089
- Nationale Bibliotheek van Israël: 987007276371205171
- Nederlandse Thesaurus van Auteursnamen: 074510983
- Réseau des bibliothèques de Suisse occidentale: 02-A000045003
- RKD-Nederlands Instituut voor Kunstgeschiedenis: 19081
- Istituto Centrale per il Catalogo Unico: CFIV030329
- Système universitaire de documentation: 030807050
- Trove: 1164262
- Union List of Artist Names: 500115276
- Virtual International Authority File: 7586835
- WorldCat: E39PBJdM7CPMCqBwgRKvcyg7pP